# تتیانا برژنا
تتیانا برژنا (اوکراینی: Тетяна Миколаївна Бережна؛ زادهٔ ۱۳ نوامبر ۱۹۸۲) کماندار اهل اوکراین است. وی همچنین از کمانداران بازی‌های المپیک تابستانی ۲۰۰۴ و ۲۰۰۸ بوده‌است.